# T.J. Lowther
T.J. Lowther (Salt Lake City, 17 maggio 1986) è un attore statunitense.

## Biografia
Inizia la sua carriera da bambino nel 1991, all'età di 5 anni, nel film Anno 2053 - La grande fuga. Diventa famoso per il ruolo di Phillip "Buzz" Perry nel 1993 nel film Un mondo perfetto diretto da Clint Eastwood.
Lowther lavora anche per televisione, recitando in diversi film e serie incluso un ruolo da guest star in un episodio della serie Grey's Anatomy.

## Filmografia

### Cinema
- Anno 2053 - La grande fuga, regia di Monte Markham (1991)
- Una casa tutta per noi, regia di Tony Bill (1993)
- Un mondo perfetto, regia di Clint Eastwood (1993)
- L'angelo della vendetta, regia di Craig R. Baxley - film TV (1995)
- Una folle stagione d'amore, regia di Antonia Bird (1995)
- Nothing Lasts Forever, regia di Jack Bender (1995)
- Mr. Atlas, regia di Karen Arbeeny (1997)
- The Long Road Home, regia di Craig Clyde (1999)

### Televisione
- Il tocco di un angelo (Touched by an Angel) - serie TV (1994)
- Fiocchi di neve per Buddy, regia di Tony Bill - film TV (1994)
- Amiche per la vita, regia di Micki Dickoff - film TV (1996)
- La sfida di Jace (Going to the Mat), regia di Stuart Gillard - film TV (2004)
- Grey's Anatomy - serie TV (2009)

### Cortometraggio
- Happyland, regia di Adam Hancock - cortometraggio (2021)

## Doppiatori italiani
Nelle versioni in italiano delle opere in cui ha recitato, T.J. Lowther è stato doppiato da:
- Davide Perino in Un mondo perfetto
- Edoardo Stoppacciaro in Grey's Anatomy